# Nieuwe Zuurdijkster Uiterdijkspolder
De Nieuwe Zuurdijkster Uiterdijkspolder is de benaming voor het gebied ten zuiden van de Oude Zuurdijkster Uiterdijkspolder, in de Nederlandse provincie Groningen. 
Voor de afsluiting van het Reitdiep als gevolg van de aanleg in 1876 van de dijk van Zoutkamp naar Nittershoek stond het gebied bekend als de Vliedorpster en Zuurdijksterpolder, dat vrij loosde op het Reitdiep via twee watergangen over de kwelder. Op 21 november van dat jaar werd deze polder en de voorliggende kwelder ondergebracht in een nieuw waterschap met de naam Noorder Reitdiepspolder. De voormalige kwelder werd bemalen, de afwatering van de polders bleef ongewijzigd.

## Huidige situatie
Na de bouw in 1920 van het gemaal De Waterwolf, dat beheerd werd door het waterschap  Electra, was tussen het gemaal en Zoutkamp een bergboezem nodig. Om te voorkomen dat het water over het land, met name de voormalige kwelder, zou stromen, werd aan ten westen van het gemaal een dijk langs beide zijden van het Reitdiep aangelegd (of verhoogd). De Noorder Reitdiepspolder werd daardoor afgesloten. Om de waterafvoer te garanderen stichtte het waterschap Electra een gemaal voor het kweldergebied. Dit gebied werd vanaf dan de Noorder Reitdiepspolder genoemd. Hoewel het formeel onder het waterschap Reitdiep viel, vertrouwde het schap de schouw ervan toe aan Electra.
Het overige deel, de voormalige Vliedorpster en Zuurdijksterpolder, kreeg een nieuwe uitwatering ten oosten van de Electraweg. Dit deel staat tegenwoordig bekend als de Nieuwe Zuurdijkster Uiterdijkspolder ter onderscheid van de Oude Zuurdijkster Uiterdijkspolder. Dit gebied werd wel geschouwd door het waterschap Reitdiep.